# Лысогорский железнодорожный тоннель
Лысогорский (Чилипсинский) тоннель — однопутный железнодорожный тоннель Северо–Кавказской железной дороги на линии Краснодар — Туапсе между станциями Чинары и Чилипси. Проходит под склонами горы Ватепси (546 м), которая является частью Главного Кавказского водораздела.
В 2020 году прошёл капитальный ремонт с заменой верхнего строения пути.